# Meine wunderbare Familie in Costa Rica
Meine wunderbare Familie in Costa Rica ist ein deutscher Fernsehfilm von Karsten Wichniarz aus dem Jahr 2009. Es handelt sich um die fünfte Episode der ZDF-Reihe Meine wunderbare Familie mit Tanja Wedhorn und Patrik Fichte in den Hauptrollen.

## Handlung
Nach der Eheschließung der Rudertrainerin Hanna Sander und des Baristas Jan Kastner nutzen sie einen geschäftlichen Aufenthalt Jans, um in Costa Rica einen gemeinsamen Familienurlaub zu machen. Mit dabei sind neben den beiden Kindern auch Hannas Mutter und der Schwiegervater von Jan aus erster Ehe. Die jugendliche Tochter ist von den Urlaubsplänen nicht so begeistert, denn ihr fällt es schwer, zwei Wochen von ihrem Freund getrennt zu sein. Nach einigen Pannen auf dem Flug wie z. B. die vergessenen Flugkarten und Ausweise und Hannas verschwundener Koffer, kommt die Patchwork-Familie wohlbehalten an. Am ersten Tag beobachtet Hanna beim Einkaufen einen Jungen und hält ihn zunächst fälschlicherweise für den Dieb ihres Geldbeutels. Dieses Missverständnis lässt sich aber aufdecken und der Junge freundet sich mit Sohn Tim an. Lilly unterdessen möchte bei vielen Familienprogrammen wie z. B. Wildwasserrafting nicht mitmachen, sondern telefoniert aus dem Zimmer mit ihrem Freund Linus.
Als die Eltern wie vereinbart mit allen gemeinsam zu einer Kooperative für Kaffeeanbau aufbrechen möchten, wo Jan eine Schule einweihen und mit gespendeten Computern ausstatten soll, wollen die beiden Kinder nicht mit, sondern beim Telefon bzw. dem neuen Spielkameraden bleiben. Deshalb reisen die beiden alleine, während die Großeltern auf die Enkel aufpassen. Vor der Abreise gibt es Streit zwischen Hanna und ihrer Tochter, da sich bereits sehr hohe Telefonkosten angehäuft haben, und die beiden gehen im Streit auseinander. Nach einer längeren Fahrt im gemieteten Jeep mit Pause an einem romantischen Wasserfall, kommen Hanna und Jan in der Kooperative an, bekommen alles gezeigt und feiern gemeinsam mit den dortigen Bewohnern die Einweihung.
Währenddessen sind die Kinder am Strand und als die Großeltern kurz weg sind, geht Tim mit seinem Freund Orlando zu weit ins Wasser. Die ältere Halbschwester Lilly will die beiden zurückholen, stolpert aber und schlägt sich den Kopf und wird bewusstlos. Sie kann aber geborgen werden und wird ins Krankenhaus gebracht.
Als die Großeltern Jan und Hanna informieren, brechen diese noch am selben Abend auf. Auf den holprigen Straßen im Dschungel verfahren sie sich und zu guter Letzt bricht auch noch die Radaufhängung. Da der Akku des Handys leer ist, müssen sie die Nacht im Auto im Urwald verbringen. Am nächsten Tag machen sie sich gemeinsam zu Fuß auf den Weg um ein Wellblechdach, das sie von einer Anhöhe gesehen haben, zu erreichen. Sie verlaufen sich im Wald, doch erreichen eine kleine Hütte und können dort die nächste Nacht verbringen.
Inzwischen geht es zwar Lilly schon besser, aber Großeltern und Enkel sind in großer Sorge, weil Hanna und Jan nicht zurückkommen. Der Großvater macht sich auf die Suche und Tim, der sich heimlich ins Auto geschlichen hat, ist mit dabei. Später werden sie auch vom Pfarrer der Kooperative unterstützt. Die Suche gestaltet sich schwierig, da die beiden nicht auf dem eigentlichen Weg verunglückt sind. Doch nach längerer Zeit finden sie den verlassenen beschädigten Wagen. Inzwischen sind Hanna und Jan "in der Zivilisation" – einem Wellbleichgebäude mit Autos davor – angekommen und können von dort mit anderen auf einem Lastwagendeck mitfahren. Unterwegs treffen sie auf die Sucher und im Zuge der Wiedersehensfreude kommen sich die beiden Großeltern näher. Gemeinsam lässt die Familie den aufregenden Urlaub ausklingen.

## Hintergrund
Meine wunderbare Familie in Costa Rica wurde vom 12. Februar 2009 bis zum 18. März 2009 in Berlin und Costa Rica gedreht. Produziert wurde der Film von der UFA Fiction.

## Kritik
Die Kritiker der Fernsehzeitschrift TV Spielfilm zeigten mit dem Daumen nach unten, vergaben für Humor einen von drei möglichen Punkten und resümierten: „Also, wunderbar ist was anderes…“.